# Gorē
Gorē är en ort i Etiopien.   Den ligger i regionen Oromia, i den västra delen av landet, 400 km väster om huvudstaden Addis Abeba. Gorē ligger 2 046 meter över havet och antalet invånare är 9 352.
Terrängen runt Gorē är kuperad åt sydost, men åt nordväst är den platt. Gorē ligger uppe på en höjd. Runt Gorē är det ganska tätbefolkat, med 72 invånare per kvadratkilometer. Närmaste större samhälle är Metu, 17,5 km norr om Gorē. I omgivningarna runt Gorē växer huvudsakligen savannskog.